# Władysław Malcew
Władysław Ołeksijowycz Malcew (ukr. Владислав Анатолійович Мальцев; ur. 3 kwietnia 1975) – ukraiński piłkarz, grający na pozycji napastnika.

## Kariera piłkarska

### Kariera klubowa
Pierwszym profesjonalnym klubem był Artanija Oczaków, skąd na początku 1994 przeszedł do Krywbasu Krzywy Róg. Latem 1997 został piłkarzem SK Mikołajów. Potem co sezonu, a to i półsezonu zmieniał kluby, występując w takich zespołach jak Nywa Tarnopol, Prykarpattia Iwano-Frankowsk, Bukowyna Czerniowce, Tawrija Symferopol, Spartak Sumy, Dnipro Czerkasy, FK Reutów, Polissia Żytomierz i Krymtepłycia Mołodiżne. W 2005 zakończył karierę piłkarską w amatorskiej drużynie Palmira Odessa

## Sukcesy i odznaczenia

### Sukcesy klubowe
- mistrz Drugiej lihi Ukrainy: 2005